# 中島悠樹
中島 悠樹（なかしま ゆうき、1986年4月10日 - ）は、日本の元男子バレーボール選手。

## 来歴
佐賀県佐賀市出身。佐賀商業高校を経て、近畿大学へ進学。
大学在学中の2008年に大分三好ヴァイセアドラーの内定選手となり、卒業後の2009年に入団した。2009-2010年のVプレミアリーグでは新人ながらレギュラーを獲得し、チーム最長身のミドルブロッカーとして活躍した。
2010年の全日本代表登録メンバーに初選出された。
2013年5月、大分三好を退団。
2024年現在は、障害者支援施設で勤務しながらふうせんバレーボールの指導を行っている。

## 所属チーム
- 佐賀県立佐賀商業高等学校
- 近畿大学
- 大分三好ヴァイセアドラー（2009-2013年）